# Capitaine Futur à la rescousse
Capitaine Futur à la rescousse (titre original : Calling Captain Future) est un roman de science-fiction de type « space opera » d'Edmond Hamilton. Le roman a été adapté en dessin animé dans la série Capitaine Flam sous le titre La Planète noire.
Dans ce roman, le capitaine Futur a pour mission de lutter contre le docteur Zarro qui, annonçant qu'une mystérieuse « planète noire » se dirige vers la Terre, ordonne que le pouvoir absolu lui soit accordé en échange de son aide.

## Publications
Le roman est paru aux États-Unis en 1940.
Le roman a été publié en France en mars 2017 par Le Bélial' dans sa collection « Pulps ».
Il est aussi paru :
- en langue allemande :
  - en 1962 sous le titre Panik im Kosmos[1] ;
  - en 2013 sous le titre Erde in Gefahr[2] ;
- en langue japonaise en 1971 sous le titre 暗黒星大接近!, avec une réédition en 2004[3].

## Personnages
- L'équipe du capitaine Futur
  - Curtis Newton, alias « capitaine Futur » : homme grand, athlétique, aux cheveux roux. Il est né sur la Lune peu avant l’assassinat de ses parents.
  - Simon Wright, alias « le Cerveau » : le professeur a eu son cerveau transféré dans une machine fonctionnant à l'énergie nucléaire. Il est le « mentor » du capitaine Futur et expert scientifique reconnu dans de nombreux domaines.
  - Grag : robot métallique d'environ deux mètres de hauteur, puissant, d'intelligence moyenne, créé par les parents du capitaine Futur et par Simon Wright.
  - Otho : androïde synthétique, métamorphe, physiquement agile et rapide, à l'intelligence vive, créé par les parents du capitaine Futur et par Simon Wright.
  - Joan Randall : belle et jeune femme aux cheveux bruns faisant partie de la Police des Planètes.
  - Ezra Gurney : officier supérieur (« marshal ») de la Police des Planètes.
  - Ik : « chiot de Lune », doué de télépathie, animal de compagnie de Grag.
- Légion de l'apocalypse
  - Dr Zarro : mégalomane qui menace la stabilité du système solaire.
  - Kallak et Roj : hommes de main du Dr Zarro.
- Les suspects
  - Cole Romer, planétographe en chef de Pluton.
  - Rundall Lane, directeur de la prison interplanétaire.
  - Victor Krim, commerçant ayant fait fortune dans les fourrures.
- Autres personnages
  - Gatola et Kansu Kane : astronomes.
  - Tharb, Kitri, Gorr : Plutoniens.
  - James Carthew : président du gouvernement intersidéral.
  - North Bonnel : secrétaire de James Carthew.

## Résumé
Remarque : Le récit est divisé en 20 chapitres. Les noms des personnages et des lieux sont ceux indiqués dans la traduction de Pierre-Paul Durastanti aux éditions du Bélial' en 2017.
Le visage d'un homme inconnu apparaît sur tous les appareils de télévision du système solaire. L'homme prétend s'appeler « docteur Zarro » et affirme qu'une planète massive, en provenance de la constellation du Sagittaire, fonce droit vers le système solaire, menaçant de le détruire entièrement. En contrepartie de la protection du système solaire, il enjoint au gouvernement de lui remettre l'intégralité du pouvoir, par l'intermédiaire de ses amis regroupés autour de la « Légion de l'apocalypse ». Le gouvernement procède à des vérifications et déclare aux citoyens qu'aucune planète ne menace la Terre. Quelques jours après, le Dr Zarro diffuse un nouveau message : le gouvernement trompe le peuple, la planète menaçante poursuit sa course stellaire et est visible avec n'importe quel télescope depuis la Terre. Le peuple commence à s'agiter, et le gouvernement est d'autant plus impuissant que plusieurs astronomes réputés viennent de disparaître dans des conditions mystérieuses. James Carthew, le président du Gouvernement intersidéral, fait donc appel au capitaine Futur. Ce dernier se présente au siège du gouvernement et est mis en contact avec Joan Randall, la jeune femme officier de la Police des Planètes déjà croisée dans une précédente aventure, actuellement en train d'enquêter sur Vénus. Alors qu’elle évoque l'enlèvement de l’astronome Kansu Kane et que le prochain rapt pourrait concerner l'astronome Gatola sur Mars, elle-même est enlevée sous les yeux du capitaine et de ses compagnons (chapitres 1 et 2).
Le capitaine décide alors de commencer son enquête sur la planète Mars, désignée par Joan comme étant le possible prochain lieu d'action de Zarro : l'astronome Gatola, directeur de l'observatoire de Syrtis, pourrait être la prochaine personnalité enlevée. Le capitaine et Otho se rendent à l'observatoire. Ils y rencontrent Gatola et lui exposent leur plan : Otho, en qualité d'androïde synthétique, a la capacité de prendre n'importe quelle apparence. Il prendra donc celle de Gatola, lequel pourra être mis en sécurité. Aussi dit, aussitôt fait : Otho prend la place de l'astronome. Les aventuriers attendent de pied ferme les troupes de Zarro, qui arrivent peu après sur l'astroport. Doté d'un mécanisme d'invisibilité, le capitaine pénètre dans le vaisseau des bandits. Il localise Joan mais par suite d'un petit cri d'étonnement qu'elle pousse en le voyant, le capitaine Futur est découvert... et fait prisonnier. Pendant ce temps, Otho se bat contre l'un des hommes de Zarro ; les deux lutteurs restent sur Mars alors que le vaisseau spatial quitte la planète (chapitre 3).
Le capitaine, Joan et Kansu Kane sont gardés par deux hommes de main de Zarro : le géant Kallak et le nain Roj. Ce dernier a un compte personnel à régler avec le capitaine, qui l'avait fait jadis arrêter. Zarro ordonne d'incarcérer les prisonniers et de les surveiller étroitement. Néanmoins, grâce à l'énergie atomique contenue dans sa montre, le capitaine parvient à ouvrir la porte de leur cellule. Il ordonne à Joan et à Kansu Kane de pénétrer avec lui dans une chaloupe spatiale de secours. La chaloupe spatiale est éjectée et le trio se met à dériver dans l'espace. Elle est attirée par un courant spatial qui les entraîne vers un lieu bien connu des astronautes : les Sargasse spatiales, d'où aucun vaisseau ne sort jamais... (chapitre 4).
Resté sur Mars en train de combattre l'un des hommes de main de Zarro, Otho découvre que son antagoniste est mort en tombant au sol. Or l'ennemi, qui avait une forme humaine, prend alors une autre forme, celle d'un extraterrestre à épaisse fourrure et aux yeux sans pupilles. Otho retourne au Comète avec le cadavre de l'extraterrestre et le présente au professeur Wright. Après examen attentif du corps, le professeur en déduit que l'être provient de Pluton. Il ordonne que le trio se rende sur cette planète, où se trouve peut-être la base de Zarro (chapitre 5).
Le capitaine et Joan, laissant Kansu Kane dans le Comète, partent explorer les vaisseaux spatiaux qui ont abouti dans ce vortex spatial. Un vaisseau parmi d'autres retient leur attention : il s'agit d'un vaisseau extraterrestre venu sans doute d'un lointain système stellaire, échoué dans ce cimetière spatial. Les extraterrestres qui voyageaient se nourrissaient de sang. Le capitaine démonte deux cyclotrons et les installe sur la chaloupe spatiale. Le petit vaisseau, doté d'une puissance décuplée, parvient à s'extraire des Sargasses Spatiales. Se dirigeant dans le vide spatial, il croise bientôt le Comète. L'équipe du capitaine Futur est de nouveau réunie, se dirigeant vers Pluton  (chapitres 6 et 7).
Le capitaine et ses compagnons, avec Kansu Kane, arrivent à Tartare, la capitale de Pluton. C'est le marshal Ezra Gurnez, déjà croisé dans la précédente aventure, qui est le chef de l'antenne locale de la Police des Planètes. Pour trouver l'origine de l'extraterrestre tué par Otho sur Mars, Ezra leur conseille de rencontrer Cole Romer, le planétographe en chef de la planète. Ce dernier dit ne pas connaître l'espèce extraterrestre dont il a un membre sous les yeux. Mais il n'exclut pas que de tels extraterrestres se trouvent sur l'une des lunes de Pluton. Si l'on excepte la lune Styx, entièrement couverte d'eau, les satellites Cerbère et Charon pourraient héberger cette espèce. Il leur suggère d'interroger Victor Krim, commerçant ayant fait fortune dans les fourrures, et Rundall Lane, directeur de la prison interplanétaire située sur Cerbère. Convoqués par Ezra, les deux hommes déclarent ne pas connaître cette espèce extraterrestre. Un autochtone de Pluton, Tharb, déclare que son grand-père Kiri lui a parlé de l'espèce des « Magiciens ». Le capitaine décide d'aller rencontrer ce grand-père. Il part en avion-fusée avec Crag. Durant le trajet, il est attaqué par un vaisseau de Zarro et atterrit brutalement sur le sol. Pendant ce temps, le Dr Zarro pénètre dans le Comète. Après y avoir mis en incapacité de se défendre ses occupants grâce à un fluide paralysant, le bandit torture le professeur Simon. Le Dr Zarro lui annonce qu'il veut savoir où en sont les recherches du capitaine. Le professeur Simon refuse de parler (chapitres 8 et 9).
Le capitaine, Tharb et Grag doivent faire face à des « montagnes qui marchent » (des glaciers gigantesques qui se déplacent au gré des vents violents de Pluton). Ils sont attaqués par un animal sauvage plutonien (« un bibur »). Grag coule à pic dans un fleuve gelé. Les membres de la tribu de Tharb viennent et récupèrent Grag en le sortant de l'eau glacée avec des cordes. Le chef de la tribu est Gorr. Ils se rendent à Qulun, une ville de glace. Le vieux Kitri est interrogé : les « Magiciens » étaient un peuple extraterrestre qui provenait de l'une des trois lunes de Pluton, mais on ignore laquelle ; ils se nourrissaient de cobalt et avaient les yeux bleu-cobalt. Le capitaine en déduit que les Magiciens venaient soit de Cerbère, soit de Charon, et que Zarron a installé sa base là-bas. Il pense aussi que l'un des trois hommes rencontrés récemment (Cole Romer, Victor Krim et Rundall Lane) est le Dr Zarro ou un complice proche : comment le bandit a-t-il pu avoir connaissance de son arrivée secrète sur Pluton ? Retournant au Comète, le capitaine apprend l'enlèvement du professeur Simon par Zarro quelques heures auparavant : le bandit a emmené avec lui le savant. Le capitaine ordonne le retour à la capitale de Pluton, Tartare, le plus vite possible (chapitres 10 et 11).
Tharb est ramené chez lui. Le capitaine demande à Ezra Gurney de lui présenter de nouveau Cole Romer, Victor Krim et Rundall Lane pour les interroger. Seul le planétographe Cole Romer se présente ; les deux autres sont introuvables. Le capitaine décide de se rendre, avec Grag et Otho, sur Cerbère, le satellite de Pluton sur lequel est implantée la Prison interplanétaire. Il rencontre son directeur Rundall Lane. Le capitaine apprend que de nombreux détenus se sont mystérieusement et inexplicablement échappés de la prison spatiale. Mais une autre surprise l'attend : des détenus, apprenant sa présence dans la prison, se mutinent afin de le tuer (chapitre 12).
Pendant ce temps, Joan et Ezra se lancent à la recherche de Victor Krim, le commerçant enrichi. Cole Romer les appelle en urgence en visioconférence. Il pense savoir où se trouve Krim : dans le quartier des Trappeurs. Mais on le voit à l'écran être abattu par un atomiseur. Joan se rend immédiatement dans le quartier des Trappeurs. Elle y retrouve Tharb, qui lui désigne les locaux de Krim. Pénétrant dans l'un des entrepôts, ils sont accueillis par les hommes de Zarro : Tharb est grièvement blessé par un rayon laser tandis que Joan est faite prisonnière. Elle est emmenée avec le professeur Simon dans le vaisseau spatial de Zarro, qui prend la direction de l'une des lunes de Pluton (chapitre 13).
Face à la mutinerie, le capitaine accède à l'entrepôt où sont stockés les explosifs. Les mutins arrivent et leur chef, Lucas Brewer, déjà rencontré dans l'aventure précédente le menace de mort. Mais le capitaine leur enjoint de regagner leurs cellules, faute de quoi il détruira le stock d'explosifs, ce qui fera sauter toute la prison. La menace est crédible et les mutins, qui ne veulent pas mourir, obtempèrent. Ayant maté les prisonniers, le capitaine ordonne l'arrestation de Rundall Lane. Ce dernier lui apprend qu'il avait libéré des prisonniers à la demande pressante de Victor Krim qui, disait-il, ne trouvait plus de trappeurs sur Pluton. Le capitaine explique à Grag et Otho que le Dr Zarro est probablement Victor Krim : ce dernier est le seul suspect restant et sa base est nécessairement sur l'autre satellite de Pluton, Charon. En attendant, le capitaine et ses amis retournent à Tartare, où ils apprennent l’enlèvement de Joan. Le corps de Cole Romer est aussi retrouvé, entièrement calciné et méconnaissable. Le Dr Zarro fait diffuser un troisième message spatial dans lequel il exhorte les Terriens à lui remettre les rênes du gouvernement interplanétaire (chapitre 14).
Le capitaine ordonne l'exploration de Charon, l’autre satellite de Pluton. Les trois aventuriers trouvent les locaux commerciaux de Victor Krim et s'y rendent. Un piège les attend : on lâche sur eux un animal féroce autochtone (un « korlat »). L'animal est tué. Le capitaine interroge les hommes de Krim. Il apprend que leur patron est introuvable et que la plupart d'entre eux sont d'anciens prisonniers de la prison spatiale. Plus tard, analysant un animal autochtone, le capitaine découvre qu’il ne contient pas de cobalt. Si les Magiciens ne viennent ni de Charon, ni de Cerbère, ils ne peuvent donc venir que du troisième satellite de Pluton, Styx, entièrement recouvert d'un océan. Le capitaine ordonne le départ en direction de ce planétoïde. Quelques heures plus tard, à proximité de l’astre, le capitaine expose sa théorie à ses compagnons : le planétoïde n'est pas recouvert d'eau ; c'est une illusion projetée par les Magiciens pour empêcher les Terriens de venir explorer l'astre. Lorsque le Comète arrive près de Styx, il ordonne de « plonger » dans l'océan. C'est ce qui est fait : effectivement, l’océan était une projection, une illusion. Le vaisseau se pose à proximité de la principale ville du satellite. Apparemment, le sol regorge de cobalt. Peu de temps après, le trio est fait prisonnier par les Styxiens (chapitres 15 et 16).
Joan et Simon, faits prisonniers au chapitre 13, ont été emmenés sur Styx. Ils ont été incarcérés dans un local où se trouvent déjà les astronomes enlevés quelques jours auparavant. Le capitaine, Grag et Otho sont incarcérés au même endroit que les autres prisonniers. Tous ces prisonniers ne sont pas exécutés par Zarro en raison de la répugnance des Styxiens à la violence. Ils ont ordonné qu'en échange de leur aide, Zarro fasse le moins de morts possible. Lors d'une entrevue entre Zarro et le capitaine, ce dernier lui explique qu’il a découvert le grand secret du bandit : la Planète noire gigantesque qui se dirige vers la Terre n'existe pas ; il s'agit d'une manipulation énorme ; c'est un vaisseau spatial qui projette vers la Terre une illusion de planète géante. Ainsi le camouflage de Styx et celui du vaisseau projetant une illusion fonctionnement sur la même technologie. Le capitaine Flam et ses compagnons sont tous plongés dans des caissons qui, avec un fluide qui paralyse leurs corps, les empêchent d'agir pendant que Zarro, à bord de son vaisseau, prend la direction de la Terre pour apparaître en sauveur (chapitres 17 et 18).
Ik, le chiot de lune de Grag, dispose de pouvoirs télépathiques. Sachant qu’il adore manger du métal, le capitaine l'incite mentalement à grignoter le métal de son caisson. C'est ce que fait Ik : le fluide paralysant s'échappe et le capitaine, ayant retrouvé sa mobilité, délivre ses amis. Ils se dirigent vers l'astroport et prennent leur envol à bord du Comète, quittant Pluton. Ils rattrapent le vaisseau de Zarro, le prennent à l'abordage et y pénètrent. Dans un combat au corps à corps, le capitaine Futur tue le docteur Zarro. L'identité de ce dernier est enfin révélée : il ne s'agissait pas de Victor Krim, comme on le pensait, mais de Cole Romer. En fait, ce dernier avait fait croire à tous qu'il avait été assassiné alors que ce n'était qu'une mise en scène, faisant passer Victor Krim (assassiné par Zarro) pour lui. Il avait rendu le cadavre méconnaissable pour que son plan réussisse. Romer avait découvert le secret de la technologie styxienne lors de ses expéditions de recherche en tant que planétographe. Le capitaine, Grag et Otho retournent dans leur base, sur la Lune (chapitres 19 et 20).

## Différences avec le dessin animé
S'agissant des personnages, les noms de plusieurs héros ont été modifiés : le capitaine Futur devient le capitaine Flam, Grag devient Crag, Otho devient Mala. Joan Randall est renommée Joan Landor, et de brune (roman) elle devient blonde (dessin animé). Ezra Gurney est appelée indifféremment Ezra ou « Ezla » dans le dessin animé. L'animal de compagnie de Grag, Ik, est appelé Limaille dans le dessin animé. Le docteur Zarro devient le « professeur » Zarro.
Le vaisseau le Comète devient le Cyberlab ; le petit vaisseau-fusée est baptisé Cosmolem.
Dans le roman, le professeur Simon Wright a le cerveau logé dans une grande boîte aux arêtes métalliques encadrées de verre transparent, et la boîte est portée à mains nues par Grag ou Otho ; dans le dessin animé, le cerveau est logé par un système autoporteur qui permet au professeur une totale autonomie de déplacement.
S'agissant des noms de lieu, dans le dessin animé Pluton devient « le 61e système solaire », Cerbère devient « Kelaburs », Charon devient « Raka », Styx devient « Siki ». Les Styxiens sont appelés « Targans ».
Mais la principale différence de scénario se situe dans l'identité de Zarro : alors que le roman présente le planétographe Cole Romer (personnage absent dans le dessin animé) comme étant le bandit interplanétaire, le dessin animé présente Maraud le marchand de fourrure (alias Victor Krim dans le roman) comme étant Zarro.

## Autour du roman
Les « Sargasses de l'espace » font référence à la mer des Sargasses et au vortex de déchets du Pacifique nord. Ce lieu de fiction sera de nouveau évoqué dans le roman La Course aux étoiles.